# Larentia prasinias
Larentia prasinias är en fjärilsart som beskrevs av Edward Meyrick 1884. Larentia prasinias ingår i släktet Larentia och familjen mätare. Inga underarter finns listade i Catalogue of Life.